# Driesch (Adelsgeschlecht, Schlebuschrath)

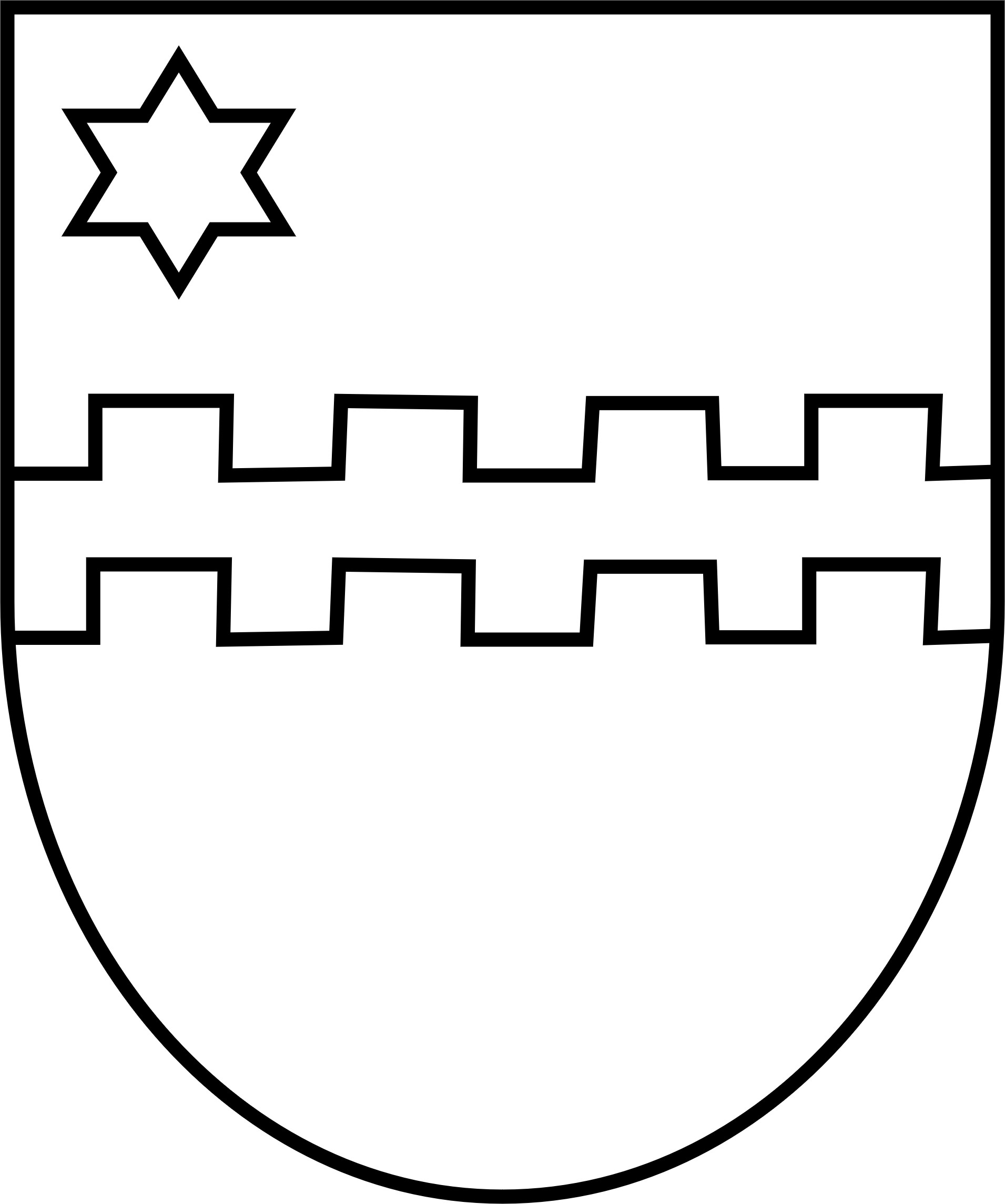
Wappen derer von Driesch zu Schlebuschrath

Driesch (auch: Driehs, Dreiß) ist der Name eines bergischen Adelsgeschlechts.
Das hier behandelte Geschlecht Driesch ist von mehreren namensgleichen, aber nicht-verwandten wappenverschiedenen Geschlechtern zu unterscheiden. Siehe Driesch (Begriffsklärung).

## Geschichte
Das Geschlecht saß zu Schlebuschrath bei Leverkusen-Alkenrath. Friedrich von Driesch erscheint 1575 mit seiner verwitweten Mutter Margarethe, Tochter von Wilhelm von Lieck und Adriana Rommel von Ertzelbach, als sie gemeinsam ihren Anteil am Gut Kiffelberg bei Linnich an Johann von Birgelll verkauften. Seine Schwester Catharine von Driesch wird zeitgleich mit unmündigen Kindern erwähnt. Möglicherweise derselbe Friedrich von Driesch zu Schlebuschrath erscheint 1603 und 1612 bei der bergischen Ritterschaft. Er war mit Margaretha, Tochter von Adam (Daem) von Deutz von der Kuhlen zu Horr und Anna von Frankenshoven, verheiratet und hatte mit dieser einen Sohn namens Hans Dietrich von Driesch zu Horr, der 1672 und 1681.

## Wappen
Blasonierung: Im Schild ein Gegenzinnenbalken, oberhalb rechts von einem Stern begleitet. Tingierung und Helmzier sind nicht bekannt.